# Pelé!
Pelé! é um videogame esportivo de 1993 desenvolvido pela Radical Entertainment e publicado pela Accolade para o Sega Genesis . O jogo é baseado no esporte de associação de futebol e coloca o jogador no controle de um time de futebol em modos de jogo como exibições, torneios e temporadas. Recebeu o nome e é endossado pelo ex-jogador de futebol brasileiro Pelé, que também contribuiu com o design do jogo.
Pelé! recebeu críticas mistas dos críticos, que elogiaram os gráficos e a quantidade de opções, mas criticaram os controles e a dificuldade. Uma sequência, Pelé II: World Tournament Soccer, foi lançada em 1994.

## Jogabilidade

Um exemplo de jogabilidade em Pelé!

Pelé! é uma simulação de futebol de associação em que o jogador pode controlar uma das 40 seleções nacionais . A jogabilidade ocorre de uma perspectiva isométrica, e durante uma partida, o jogador controla o movimento do jogador selecionado com o D-pad, enquanto os comandos do botão variam dependendo se o jogador está no ataque, na defesa ou se a bola está no ar. No ataque, o jogador pode lascar, chutar ou passar, enquanto na defesa, o jogador pode checar, desarmar ou passar o controle para o jogador mais próximo da bola. Se a bola estiver no ar, um jogador nas proximidades pode executar uma cabeçada ou um chute de bicicleta .
Aplicam-se as regras usuais do esporte, incluindo faltas e área penal, escanteios e impedimento ; as faltas podem ser ativadas ou desativadas no menu de opções. O jogador pode mudar de formação a qualquer momento, com o próprio Pelé aparecendo para dar conselhos sobre qual formação usar. O jogo apresenta quatro modos de jogo. Em "Exhibition", os jogadores podem jogar uma partida contra um oponente controlado por computador ou humano. O jogador também pode jogar um "Torneio" de 16 jogos ou uma "Temporada" de 40 jogos. O modo "Practice" permite que os jogadores aperfeiçoem as jogadas em campo sem ter que entrar em uma partida. O jogador é capaz de salvar o progresso da temporada e do torneio, bem como compilar estatísticas para seu time.

## Desenvolvimento e lançamento
Nos anos que antecederam a Copa do Mundo FIFA de 1994, que seria sediada nos Estados Unidos, o interesse pelo esporte dentro do país havia aumentado. Em abril de 1993, a Accolade anunciou que havia assinado acordos de licenciamento exclusivo com o ex-jogador de futebol brasileiro Pelé e o jogador americano de hóquei no gelo Brett Hull para endossar e ajudar a projetar jogos esportivos para SNES, Sega Genesis e MS-DOS . Para tanto, Pelé trabalhou ao lado do desenvolvedor de jogos canadense Radical Entertainment e do gerente de projetos da Accolade, Robert Daly. Muitas das estratégias de jogo de Pelé foram incorporadas pela Radical à lógica do jogo. Alan Price programou o jogo, enquanto Philip Bat Tse e Edgar Bridwell atuaram como artistas principais. Os efeitos sonoros e a música foram criados respectivamente por Paul Wilkinson e Marc Baril. Como nenhum dos times apresentados no jogo forneceu endosso, nomes genéricos foram dados aos times do jogo, e apenas os sobrenomes dos jogadores são incluídos.

Pelé! foi demonstrado no Summer Consumer Electronics Show de 1993 . Foi lançado na América do Norte em dezembro de 1993, e na Europa em janeiro de 1994. Uma versão para o SNES foi programada para lançamento em março de 1994 e revisada pela Diehard GameFan, mas não foi lançada. O lançamento australiano do jogo estava previsto para a mesma data, mas a Sega Ozisoft não se impressionou com a qualidade do jogo e optou por não publicá-lo na região.

## Recepção
Pelé! recebeu críticas mistas após o lançamento. Arnie Katz da Electronic Games elogiou os jogadores grandes e detalhados, a inteligência artificial realista e os controles intuitivos.  A Electronic Gaming Monthly afirmou que o jogo oferecia tudo o que se espera do gênero esportivo, mas alertou que a mecânica de trocar de jogador durante o jogo era confusa.  O Athletic Supporter of GamePro apreciou a quantidade de opções e considerou os gráficos e o áudio acima da média (destacando os grandes sprites dos jogadores e os ruídos da multidão, respectivamente), mas ficou frustrado com a jogabilidade cheia de pênaltis e culpou a falta de um em -relógio do jogo.

Deniz Ahmet, da Computer and Video Games, sentiu que o foco nas opções veio em detrimento da jogabilidade, que ele disse ser prejudicada por controles lentos e falta de caráter entre as equipes. Paul Glancey e Angus Swan da Mean Machines Sega condenaram Pelé! como "uma afronta ao bom nome do futebol e ao bom nome de Pelé"; embora reconhecessem o grande tamanho do sprite e a quantidade razoável de opções, eles ridicularizaram os controles complicados e os goleiros difíceis, descartaram a música como " órgão Hammond nauseante" e descreveram os sons da multidão como "os espectadores de uma partida de hóquei em St Trinian ". Katz observou que os videoclipes full-motion, embora atraentes por si só, não combinavam bem com a apresentação estética da jogabilidade.  Além disso, Swan considerou o uso de sequências de vídeo digitalizadas "francamente irresponsável" devido ao tamanho do cartucho. Tanto Ahmet quanto os revisores da Mean Machines Sega notaram o hábito da bola de piscar durante uma ação mais frenética.

## Continuação
Uma sequência, Pelé II: World Tournament Soccer, foi desenvolvida pela Radical Entertainment e publicada pela Accolade em junho de 1994. Possui jogabilidade para quatro jogadores com o uso dos periféricos multitap Team Player ou 4 Way Play e inclui 24 seleções nacionais jogáveis e nove configurações nos Estados Unidos. O jogo recebeu uma resposta mediana dos críticos da Electronic Gaming Monthly, que consideraram o jogo típico do gênero futebol, sem inovações significativas além das condições climáticas personalizáveis.